# 第3のギデオン
『第3のギデオン』（だいさんのギデオン）は、乃木坂太郎による日本の漫画作品。『ビッグコミックスペリオール』（小学館）にて、2015年12号（2015年5月22日発売）から2018年10号（2018年4月27日発売）まで連載された。18世紀のフランスで反政府運動をおこなう平民のギデオン・エーメと、野心家の貴族であるジョルジュの二人の関係を軸に、フランス革命に至る動向が描かれる。

## あらすじ
貧困から子殺しや略奪が発生しているフランス。反政府活動を行う平民、ギデオン・エーメは、ある日活動に目をつけられ投獄される。反体制活動をやめ、国王派になるよう命じられたギデオンが持っていたのは、貴族の紋章の入った金時計だった。ギデオンは幼少期、貴族であるロワール家でジョルジュ・ド・ロワールと兄弟のように育っていた。ジョルジュに助けられたギデオンは、彼の協力を得て三部会の議員となり、平和な世の中を作るため言葉とペンで戦うことを誓う。
しかし、ジョルジュは心に暗い闇を抱えていた。自分を歪んだ存在に作り上げた貴族や、階級制度そのものを憎み、平民を暴動に走らせることで世界を壊そうとする。テロリストとなったジョルジュは、同じく心に傷を抱えた者を次々と誑かし、自分の手駒にしていく。ギデオンの愛娘ソランジュさえも革命の闘士になってしまい、ギデオンは友人を止めるため、何よりも愛娘を助け出すため奔走していく。
平民でありながら、血による革命を止めようとするギデオンと、貴族として育ちながら平民の憎しみを爆発させようとするジョルジュを中心に、ルイ16世とマリー・アントワネットの家族、ロベスピエールやサン・ジュストの活動が交差していく。

## 登場人物
ギデオン・エーメ
第三身分（平民）である黒髪の青年。貧困と飢えが蔓延る社会を変えるため、演説や哲学書の出版など反体制活動をする傍ら、生活のため王族を皮肉った『トワネットとニャック夫人』というポルノ小説を書いている。妻に逃げられており、男手一つで娘ソランジュを大切に育てている。
生後間もないころ、口減らしに捨てられかけた所を貴族ロワール家に引き取られた過去がある。ロワール家の息子ジョルジュと兄弟のように育った。捨て子の過去を知ったジョルジュが涙を流し「彼を祝福してあげたい」と贈った家紋の金時計を肌身離さず持ち歩いている。ギデオンは十四歳の誕生日前、剣の練習をしている際に誤ってジョルジュの左目を傷つけてしまう。父親に知られる前に逃げろと叫ぶジョルジュに従い、屋敷から離れた。以降、十八年間疎遠だったが、反体制活動で警察隊に捕まったことをきっかけに再会。共に革命のため動き出す。ジョルジュの領地から三部会に立候補し、議員になる。
娘ソランジュを拐かし、暴力で世界を動かそうとするジョルジュと意見が対立し、別離。政治に不満はあるものの、暴力による革命を否定。ある事件から、ルイ16世と親しい仲になり、父親としての悩みを共通する。
剣の腕はあるが、革命は話し合いによってすると誓う。様々な地方の言葉を話すこともでき、強みになっている。
ジョルジュ・ド・ロワール
貴族である金髪の美青年。左目に傷があり、隠すため舞踏会めいた仮面や眼帯を使う。階級制度を憎み、破壊するため方法を選ばない。
ギデオンと兄弟のように育った。親から祝福されなかったギデオンを哀れみ、金時計を贈る。十四歳の時の別離以降会っていなかったが、ギデオンの娘の窮地を助けることで再会。度々姿をあらわすようになる。
実は貴族ではなく、平民の捨て子。口減らしに捨てられそうになっていた子どもこそが彼であり、本当の名前はギデオン・エーメ。ギデオンとして育った少年が貴族の子ジョルジュであり、彼に平民の暮らしを体験させるため入れ替えられて育てられた。貴族でもなく平民でもない歪んだ存在にされたこと、親友と別れるしかなかったこと、自分を愛す親がいなかったことなどの要素がコンプレックスになり、平民に暴動を引き起こさせるテロリストになる。中でも子どもを愛さない親を憎むが、子どもを殺すことも厭わない。特に父親という存在に強く愛憎を抱えていて、自分は絶対にならないと決めている。
外見は非常に美しく、登場人物も見惚れるほど。また、変装が巧みであり、老婆や女に化けて平民を先導する。ロベスピエールを狂わせる際は、近親姦に苛まれる女性を演じ、トラウマを抉った。知略に優れ、誰も信じていないが、誰にも愛されなかったビッグ・モーターの境遇に涙を流すなど、純粋な心も持っている。風呂好きでもある。
ソランジュ
ギデオンの娘である黒髪の少女。14歳。髪をツインテールにしていることが多い。
利発でしっかりもの。父親の教育により字が読める。父親のことを深く愛しているが、一方で子供扱いされることに不満もある。また、父の理念に共感するものの、話し合いで解決するという方法には疑問を持っており、ジョルジュの暴力による革命を否定できない。ジョルジュと共にパリへ行ったことと、尊敬できる女性マダム・ロランが男には奴隷のように振る舞うしか無いことを知ったことで「この国をぶっ壊す闘士になる」と決意してしまう。暴力に対する立ち位置は中立。暴力に手を染める前によく考えることが必要だと思いつつ、それだけでは生きていけないとも知っている。ただ、子どもに対しての暴力だけは許さないと決めた。意志は固く、ジョルジュにも意見する。暴動の際はビッグ・モーターと共に馬に乗る。子どもの心をもつビッグ・モーターに本を読みきかせする、姉のような存在でもある。
サン・ジュスト
黒髪で睫毛の長い美青年。21歳だが、小柄で周囲からは「ボウヤ」「弟のような存在」と言われる。ジョルジュを敬愛し、側に控えていた。子供扱いするギデオンの態度によく怒鳴っている。口は悪いが、平民派のはずが王宮に出入りし始めたギデオンを心配するなど、心優しくもある。また、童貞らしさのみなぎった官能詩を書いている。出版後、追われる身となった。バスティーユ襲撃後、若者だけで作った活動団体に所属し、自分で考えた「死の天使長」を名乗って活動を行う。
名目だけの貴族であり、育ちは貧しかった。金で階級を買った父のことを恥じており、貴族と呼ばれると怒る。階級制度に疑問を持っており、革命を求める一人。
ロベスピエール
あばたのある顔の青年で、弁護士。議員になる。丸メガネをよくかけている。ジョルジュを裁判勝負で出し抜くほどのキレ者であり、ギデオンも尊敬している。話し方は穏やかで、思慮深い。平和的解決を望んでいた。
ギデオンに「娘がいるなら政治活動はやめたほうがいい」と忠告する。10歳の時に父に捨てられてから、良き人間として働き父の帰りを待った。しかし帰ることの無かった父を思い、父の慰めにならなかった自身を憎んだ。父になってはならないと考えており、童貞。ジョルジュの作戦によってトラウマを刺激され、国民の父ことルイ16世を殺すことを求め始める。今までと反転するように、内乱を起こし始めた。
ビッグ・モーター
混血の大男。アメリカで綿花工場を襲い、略奪と殺人を繰り返していた。死体を持ち帰り、家族として共に暮らしていたが、孤独は癒やされず一人で俯くことになる。ジョルジュに隠れ家を発見されるも、ビッグ・モーターが読めなかった絵本を読み聞かせてくれ、進めた飲み物を飲んでくれた姿に警戒を解く。ジョルジュによって名付けられ、誕生日を得たことから、忠実に従うようになる。ジョルジュを父親のように慕っていた。強靭な肉体に戦闘方法を身に着けており、制圧や突入などをやってのける。ソランジュとも仲がよく、彼女に言われてからは殺さずにすむ場合は極力気絶させるだけに留めている。彼女が読み聞かせてくれるシャルル・ペローの童話が好きで、ソランジュが付け加えた『赤ずきん』が助かる結末を聞くととても喜んだ。毎日水浴びをする。
ロラン夫人
黒髪の凛とした美女。女性の地位向上のため活動をしている。周囲の文字が読めない女性たちに読み書きを教え、貧困の連鎖を絶とうとしている。ジョルジュの協力者の一人。ソランジュは彼女の理念や態度を尊敬し、活動に参加する。聡明な女性だが、怒りに燃えていることで、彼女もまた内乱をひきおこすことになる。
実はギデオンから逃げた妻。名前や経歴は夫が準備したものである。夫には惚れられているが、頼みごとをする際は性的奉仕を要求されている。女の人権が認められる世の中のためなら、なりふりを構わない。
ルイ16世
逞しい国王。貴族にしては珍しいパワー型の闘士。威厳があり、真っ直ぐな人間だが、国王としての自分と父親としての自分に板挟みになる。嘘を病的に嫌って（一度嘘をつこうとした結果熱病にうなされてしまった過去がある）つけない代わりに、他者の嘘を絶対に見抜くことができる。それ故に、聞きたくない本音を知ってしまい苦悩することもある。マリー・アントワネットのことを心から愛しているが、祖父のルイ15世が性に関して奔放であったため、色事を不潔と嫌悪してしまっている。ギデオンとの対話により、そのことでマリー・アントワネットを傷つけてしまったと気付き深く後悔した。趣味は錠前作り。鍛冶に使うハンマーでの攻撃はとてつもない破壊力をもつ。
マリー・アントワネット
鮮やかで美しい王妃。母ではあるが、明るく陽気に振る舞うとまるで少女のように見える。世間知らずの一方で、直感でジョルジュの変装を見抜くなど野性的なところがある。猫のようと評される。自身をモデルにした『トワネットとニャック夫人』に激怒し、見つけた暁にはギロチンで斬首すると息巻いている。子らを深く愛し、母として共に過ごせるプチ・トリアノンを作った。母親として落ち着いているが、嫁いだばかりのころは幼く、派手好きであった。夫のことを愛している一方、自分の愛に不安があり、一人の人間として愛してくれる瞬間を待っていた。風呂好き。パンツは履かない。

## 書誌情報
- 乃木坂太郎 『第3のギデオン』 小学館〈ビッグコミックス〉、全8巻
  1. 2015年10月30日発売[2]、ISBN 978-4-09-187297-5
  2. 2016年2月29日発売[3]、ISBN 978-4-09-187476-4
  3. 2016年7月29日発売[4]、ISBN 978-4-09-187719-2
  4. 2016年11月30日発売[5]、ISBN 978-4-09-189242-3
  5. 2017年3月30日発売[6]、ISBN 978-4-09-189405-2
  6. 2017年7月28日発売[7]、ISBN 978-4-09-189610-0
  7. 2017年12月27日発売[8]、ISBN 978-4-09-189709-1
  8. 2018年6月29日発売[9]、ISBN 978-4-09-860091-5